# Reno, Texas
Reno là một thành phố thuộc quận Lamar, tiểu bang Texas, Hoa Kỳ. Năm 2010, dân số của xã này là 3166 người.

## Dân số
- Dân số năm 2000: 2767 người.
- Dân số năm 2010: 3166 người.